# Padang Laweh (Sungai Tarab)
Padang Laweh is een bestuurslaag in het regentschap Tanah Datar van de provincie West-Sumatra, Indonesië. Padang Laweh telt 1574 inwoners (volkstelling 2010).